# Hans-Peter Deppe
Hans-Peter Deppe (Baden-Baden, 12 de noviembre de 1949) es un actor alemán. Más conocido por Die Wache (1995), Das Amt (2000) y Die Vampirschwestern (2012). Nació en Baden-Baden, Alemania, y viaja a Berlín para dedicarse a la actuación.

## Filmografía
| Año     | Película                                         | Personaje                                   |
| ------- | ------------------------------------------------ | ------------------------------------------- |
| 2012    | Die Vampirschwestern                             | Abuelo Gustav                               |
| 2010    | El último poli duro                              | PFARRE Weinert                              |
| 2010    | Ein Fall für Fingerhut                           |                                             |
| 2009    | Rennschwein Rudi Rüssel                          |                                             |
| 2009    | Pastewka                                         | Wãgale                                      |
| 2008    | 112 - Sie retten Dein Leben                      | Hans-Jörg Seidel                            |
| 2006    | Lieben                                           |                                             |
| 2005    | Mörder in Weiß - Der Tod lauert im OP            |                                             |
| 2005    | Colonia, brigada y criminal                      |                                             |
| 2004    | In die Hand geschrieben                          |                                             |
| 1998-04 | Family Heinz Becker                              | Maky Kowalowkã                              |
| 2003    | Hans Christian Andersen: My Life as a Fairy Tale |                                             |
| 2003    | Unter uns                                        |                                             |
| 2003    | Bernds Hexe                                      |                                             |
| 2000-03 | SK Kölsch                                        | Polizeihauptkommissar / Schiffsrezeptionist |
| 2003    | Die Sitte                                        |                                             |
| 1995-00 | Verbotene Liebe                                  | Heinz                                       |
| 2000    | Rote glute                                       |                                             |
| 2000    | Das Amt                                          | Gus Fitzgerald                              |
| 2000    | El lugar del crimen                              |                                             |
| 1996    | SK Babies                                        | Herbert Bend                                |
| 1995    | Die Wache                                        | Helmut Stelzer / Kameramann Nikolai         |